# Liste der Naturdenkmale im Landkreis St. Wendel
Die Liste der Naturdenkmale im Landkreis St. Wendel nennt die Listen der im Landkreis St. Wendel im Saarland gelegenen Naturdenkmale.
| Ort             | Liste                                      |
| --------------- | ------------------------------------------ |
| Freisen         | Liste der Naturdenkmale in Freisen         |
| Marpingen       | Liste der Naturdenkmale in Marpingen       |
| Namborn         | Liste der Naturdenkmale in Namborn         |
| Nohfelden       | Liste der Naturdenkmale in Nohfelden       |
| Nonnweiler      | Liste der Naturdenkmale in Nonnweiler      |
| Oberthal (Saar) | Liste der Naturdenkmale in Oberthal (Saar) |
| St. Wendel      | Liste der Naturdenkmale in St. Wendel      |
| Tholey          | Liste der Naturdenkmale in Tholey          |